# Kateřina Tomalová
Kateřina Tomalová (* 10. April 1992) ist eine tschechische Badmintonspielerin. 

## Karriere
Kateřina Tomalová wurde 2012 nationale Meisterin in Tschechien. 2012 nahm sie auch an den Badminton-Europameisterschaften teil. Im gleichen Jahr wurde sie auch Dritte bei den Hungarian International 2012.